# برادر بزرگ (مجموعه تلویزیونی آلمانی)
برادر بزرگ (انگلیسی: Big Brother) نسخه آلمانی برادر بزرگ است.